# Gwiazdozbiór Wagi
Waga (łac. Libra, dop. Librae, skrót Lib) – mało wyraźny, 29. co do wielkości, gwiazdozbiór zodiakalny. Znajduje się na południowej półkuli nieba, znany już w starożytności. Liczba gwiazd dostrzegalnych nieuzbrojonym okiem wynosi około 50. W Polsce widoczny wiosną i latem.

## Nazwa i związane z nią legendy
Sumeryjczycy nazywali gwiazdy konstelacji Zib-ba an-na ('równowagą nieba'). W ich czasach jesienna równonoc na półkuli północnej miała miejsce, gdy Słońce znajdowało się właśnie w gwiazdozbiorze Wagi. Sumeryjczycy łączyli też tę grupę z osądem żywych i umarłych, ale taka interpretacja chyba ominęła kolejne cywilizacje, aż zaczęli ją stosować Rzymianie w I w. p.n.e.  Stworzyli nowożytną konstelację Wagi z gwiazd, które Grecy uważali za wyciągnięte szczypce Skorpiona. Wierzyli, że Księżyc znajdował się w znaku Wagi, kiedy zakładano Rzym, i uważali Wagę za symbol równowagi i porządku oraz modernizującego wpływu samego imperium. Starożytni Grecy uważali, że gwiazdozbiór przedstawia szczypce skorpiona i stąd wzięły się nazwy najjaśniejszych gwiazd Wagi, które oznaczają „północne szczypce” i „południowe szczypce”. Wynikało to z faktu, że gwiazdozbiór Skorpiona sąsiaduje z gwiazdozbiorem Wagi. Obecne utożsamianie konstelacji z wagą upowszechniło się w czasach rzymskich. W starożytnym Rzymie, na skutek przejęcia nazwy z Chin i Indii, zaczęto używać nazwy Waga. Gwiazdozbiór przedstawiany jest jako postać kobieca (Astrea, rzymska bogini sprawiedliwości), trzymająca szalę wagi lub samą wagę.
W astrologi Waga jest siódmym znakiem zodiaku, rządzącym okresem od około 22 września do około 23 października. Waga jest jedyną konstelacją Zodiaku, która przedstawia nie żywą istotę, ale przedmiot. Jest najmłodszym gwiazdozbiorem astrologicznego Zodiaku.

## Gwiazdy Wagi
Są w większości blade, ale kwadratowy kształt tworzony przez główne gwiazdy jest łatwy do znalezienia. Linia ciągnąca się od Alfy do Bety tworzy ramię wagi, a Gamma i Sigma kształtują dwie szalki. Gwiazd Alfa i Beta zostały przeniesione ze Skorpiona w czasach rzymskich, a trzecią pod względem jasności sigmę „zabrano” dopiero w XIX wieku.
- Zubenelgenubi (z arabskiego „południowe szczypce”), czyli Alfa (α) Librae, to szeroki układ podwójny o składnikach trzeciej i piątej wielkości gwiazdowej. Gwiazdy łatwo jest rozdzielić przez lornetkę.
- Nieco na północy znajduje się najjaśniejsza gwiazda w Wadze - Zubeneschamali („północne szczypce”), Beta (β) Librae. Oglądana przez lornetkę, ma niezwykły zielonkawy odcień, który jest efektem składu chemicznego zewnętrznych warstw gwiazdy. Uważa się, że jest to jedyna widoczna nieuzbrojonym okiem gwiazda, której zieloną barwę można dostrzec.
- W centralnej części gwiazdozbioru leży Jota Librae, gwiazda podwójna o składnikach piątej i szóstej wielkości gwiazdowej. Jaśniejsza z gwiazd ma towarzysza dziewiątej wielkości.
- Sigma Librae (σ Lib, Brachium) jest napuchniętym czerwonym olbrzymem klasy M, który świeci z odległości 290 lat świetlnych. Gdyby był w naszym Układzie Słonecznym, sięgałby niemal do orbity Wenus[1].
- Z kolei Delta (δ) Librae to gwiazda zmienna zaćmieniowa, zmieniająca swoją jasność z okresem dwóch dni i ośmiu godzin, między piątą a szósta wielkością gwiazdową.

## Interesujące obiekty
Chociaż Waga sąsiaduje ze spektakularnym Skorpionem, to ma niewiele do zaoferowania dla obserwatorów amatorów.
- Jądro galaktyki spiralnej z poprzeczką NGC 5728 jest prawdopodobnie supermasywną czarną dziurą, otoczoną przez obszar zjonizowanego gazu. Oddziaływanie między promieniowaniem widzialnym i nadfioletowym nadaje jej kształt latarni morskiej[1].
- Gromada kulista NGC 5897 to główna ozdoba Wagi. W 20-centymetrowym teleskopie widoczna jako duża chmura z niewielką koncentracją w kierunku środka z kilkoma dostrzegalnymi gwiazdami.
- W pobliżu można zauważyć małą, dość bladą mgławicę planetarną Merrill 2-1, która w 20-centymetrowym teleskopie ukaże się jako równo oświetlony niebieski dysk[1].

Przed ponad 2 tysiącami lat w zachodniej części konstelacji znajdował się punkt równonocy jesiennej (punkt Wagi). Wskutek precesji osi ziemskiej punkt równonocy jesiennej przemieszcza się z każdym rokiem o ponad 50″ na zachód i obecnie położony jest już w zachodniej części konstelacji Panny. W ten sposób znak Wagi znalazł się w całości w granicach gwiazdozbioru Panny. Przez gwiazdozbiór Wagi przebiega w naszych czasach 23,2° ekliptyki – 3/4 znaku Skorpiona i mały fragment znaku Strzelca, kończącego się w gwiazdozbiorze Strzelca. Słońce wędruje na tle gwiazdozbioru Wagi pomiędzy 31 października a 23 listopada.